# 阿达河畔卡萨诺
阿达河畔卡萨诺（義大利語：Cassano d'Adda）是意大利米兰省的一个市镇。总面积18平方公里，人口18697人，人口密度1038.7人/平方公里（2009年）。国家统计（ISTAT）代码为015059。